# Kategoria Lusternika-Sznirelmanna

## Rys historyczny
Kategoria Lusternika-Sznirelmanna została zdefiniowana na początku lat trzydziestych XX wieku przez dwóch matematyków rosyjskich: Łazara Lusternika i Lwa Sznirelmana. Posłużyła im ona do udowodnienia słynnego twierdzenie Lusternika-Sznirelmanna, szacującego z dołu liczbę punktów krytycznych rzeczywistych funkcji gładkich określonych na gładkich rozmaitościach.

## Definicja
Kategorią Lusternika-Sznirelmanna zbioru {\displaystyle A\subseteq X} w przestrzeni topologicznej {\displaystyle X} nazywamy najmniejszą taką liczbę naturalną {\displaystyle n} (o ile istnieje), że:
{\displaystyle A\subseteq \bigcup _{i=0}^{n}U_{i},}
gdzie każdy zbiór {\displaystyle U_{i}} jest otwarty i ściągalny w {\displaystyle X.} Stosujemy przy tym oznaczenie
{\displaystyle cat_{X}A=n.}
Jeśli takie {\displaystyle n} nie istnieje, to przyjmujemy {\displaystyle cat_{X}A=\infty .}
Ponadto {\displaystyle cat_{X}X} oznaczamy {\displaystyle catX} i nazywamy po prostu kategorią przestrzeni {\displaystyle X.}
Pokrycie {\displaystyle U_{0},\dots ,U_{n}} nazywamy wtedy kategoryjnym.
Kategoria Lusternika-Sznirelmanna została pierwotne zdefiniowana przy pomocy zbiorów domkniętych, a nie otwartych, ale jak się okaże obie kategorie są równe dla dosyć sporej klasy przestrzeni topologicznych.

## Podstawowe własności
Wprost z definicji kategorii wynika, że ma ona następujące własności:
- {\displaystyle cat_{X}A=0} wtedy i tylko wtedy, gdy {\displaystyle A} jest ściągalny w {\displaystyle X;}
- {\displaystyle catX=0} wtedy i tylko wtedy, gdy {\displaystyle X} jest ściągalna;
- jeśli {\displaystyle A\subseteq B,} to {\displaystyle cat_{X}A\leqslant cat_{X}B;}
- {\displaystyle cat_{X}(A\cup B)\leqslant cat_{X}A+cat_{X}B+1;}
- {\displaystyle cat(A\cup B)\leqslant catA+catB+1,} o ile {\displaystyle A,B} są otwarte w {\displaystyle A\cup B;}
- jeśli {\displaystyle f:X\to Y} jest homeomorfizmem, to {\displaystyle cat_{X}A=cat_{Y}f(A);}

dla {\displaystyle A,B\subseteq X.}

## Przykłady
{\displaystyle cat\mathbb {S} ^{n}=1} dla każdego {\displaystyle n\in \mathbb {N} ,} gdyż sfery nie są ściągalne, a każdą można przedstawić w postaci sumy {\displaystyle \mathbb {S} ^{n}\backslash \{x_{1}\}\cup \mathbb {S} ^{n}\backslash \{x_{2}\},} gdzie {\displaystyle x_{1}\neq x_{2}.}
W podobny bardzo łatwy sposób można pokazać, że bukiet dowolnej ilości sfer, z których każda ma wymiar dodatni całkowity ma kategorię równą 1.
Powyższe rozważania można uogólnić na produkt złączony szerszej klasy przestrzeni topologicznych. Mianowicie jeśli {\displaystyle X} oraz {\displaystyle Y} są normalnymi, łukowo spójnym przestrzeniami z niezdegenerowanymi punktami bazowymi, to:
{\displaystyle cat(X\vee Y)=\max\{catX,catY\}.}
{\displaystyle cat\mathbb {T} ^{n}=n,} gdzie {\displaystyle \mathbb {T} ^{n}} oznacza n-wymiarowy torus. W jedną stronę jest to trywialne. Niech {\displaystyle x_{0},\dots ,x_{n}} będą różnymi punktami sfery {\displaystyle \mathbb {S} ^{1}.} Wtedy
{\displaystyle \mathbb {T} ^{n}=\bigcup _{i=0}^{n}(\mathbb {S} ^{1}\backslash \{x_{i}\})^{n},}
a każdy z tych zbiorów jest ściągalny jako homeomorficzny z {\displaystyle (0;1)^{n},} co daje nierówność {\displaystyle cat\mathbb {T} ^{n}\leqslant n.}
Przykładem przestrzeni mającej nieskończoną kategorię jest dowolna nieskończona przestrzeń dyskretna. Natomiast mogą istnieć przestrzenie, których kategoria jest nieskończona bo nie mają one otwartego pokrycia zbiorami ściągalnymi. Przykładem takiej przestrzeni jest pawie oczko, tj. suma okręgów stycznych wewnętrznie w punkcie {\displaystyle (0,0)} o promieniach równych {\displaystyle {\frac {1}{n}}} dla {\displaystyle n\in \mathbb {N} ^{+}.} Wtedy każdy zbiór otwarty zawierający punkt {\displaystyle (0,0)} nie może być ściągalny, gdyż zawiera nieskończenie wiele wspomnianych okręgów.
Ponadto mamy:
{\displaystyle cat\mathbb {R} P^{n}=n,}
{\displaystyle cat\ \mathbb {C} P^{n}=n.}

## Homotopijna niezmienniczość
Kategoria Lusternika-Szniremanna jest niezmiennikiem homotopijnym co wynika wprost z następującego twierdzenia:
Jeśli przestrzeń topologiczna {\displaystyle X} homotopijnie dominuje nad {\displaystyle Y,} to {\displaystyle catX\geqslant catY.}
Dowód:
Niech {\displaystyle U_{0},U_{1},\dots ,U_{n}} będzie pokryciem kategoryjnym przestrzeni X. Skoro X dominuje nad Y, to istnieją takie odwzorowania ciągłe {\displaystyle f:X\to Y} oraz {\displaystyle g:Y\to X,} że {\displaystyle fg\simeq id_{Y}.} Zbiory {\displaystyle U_{i}} są ściągalne w X dla {\displaystyle i=0,1,\dots ,n} zatem dla każdego {\displaystyle i} istnieje homotopia
{\displaystyle \varphi _{i}:U_{i}\times I\to X}
taka, że {\displaystyle \varphi _{i}(x,0)=x} oraz {\displaystyle \varphi _{i}(x,1)=a_{i}} dla pewnego {\displaystyle a_{i}\in X.}
Niech teraz {\displaystyle V_{i}=g^{-1}(U_{i})} dla {\displaystyle i=0,1,\dots ,n.} Zbiory {\displaystyle V_{i}} są otwarte w {\displaystyle Y} oraz
{\displaystyle \bigcup \limits _{i=1}^{n}V_{i}=Y.} Wystarczy więc pokazać, że są one ściągalne w {\displaystyle Y.} Ponieważ {\displaystyle fg\simeq id_{Y},} to istnieje homotopia
{\displaystyle H:Y\times I\to Y}
taka, że {\displaystyle H(y,0)=y} oraz {\displaystyle H(y,1)=fg(y)} dla każdego {\displaystyle y\in Y.} Zdefiniujmy teraz dla każdego {\displaystyle i=0,1,\dots ,n} funkcję {\displaystyle G_{i}:V_{i}\times I\to Y} następująco
{\displaystyle G_{i}(y,t)={\begin{cases}H(y,2t)&{\textrm {dla\ }}y\in V_{i},0\leqslant t\leqslant {\frac {1}{2}},\\f\varphi _{i}[g(y),2t-1]&{\textrm {dla\ }}y\in V_{i},{\frac {1}{2}}\leqslant t\leqslant 1.\end{cases}}}
Funkcja ta jest ciągła oraz zauważmy, że {\displaystyle G_{i}(y,0)=y} i {\displaystyle G_{i}(y,1)=f(a_{i})} dla każdego {\displaystyle y\in V_{i}} oraz {\displaystyle i=0,1,\dots ,n.} Tak więc funkcje {\displaystyle G_{i}} ustalają ściągnięcie {\displaystyle V_{i}} w {\displaystyle Y,} zatem {\displaystyle V_{0},V_{1},\dots ,V_{n}} jest otwartym pokryciem przestrzeni {\displaystyle Y} zbiorami ściągalnymi w {\displaystyle Y.} Z tego mamy, że {\displaystyle catX\geqslant catY.}

## Rzeczy przydatne do obliczania
Jedną z podstawowych technik służącą do obliczania kategorii jest stosowanie tzw. ciągów kategoryjnych, tj. ciąg otwartych podzbiorów przestrzeni {\displaystyle X} {\displaystyle A_{0},\dots ,A_{k}} nazywamy kategoryjnym długości dla zbioru otwartego {\displaystyle U\subseteq X,} jeśli:
1) {\displaystyle A_{k}=U,}
2) {\displaystyle A_{0}\subseteq A_{1}\subseteq \dots \subseteq A_{k}}
3) zbiory {\displaystyle A_{0},A_{1}\backslash A_{0},\dots ,A_{k}\backslash A_{0}} są zawarte w pewnych otwartych i ściągalnych w {\displaystyle X} zbiorach.
Zachodzi przy tym twierdzenie:
Jeśli {\displaystyle X} jest łukowo spójna oraz {\displaystyle U\subseteq X} jest otwarty, to zbiór {\displaystyle U} posiada otwarty ciąg kategoryjny w $X$ wtedy i tylko wtedy, gdy {\displaystyle cat_{X}U\leqslant k.}
Często przy obliczaniu kategorii przydatne są grupy kohomologii singularnych danej przestrzeni. Wykorzystuje się tzw. długość kohomoligczną przestrzeni topologicznej, którą definiujemy jako największą liczbę naturalną taką, że istnieją {\displaystyle a_{0},\dots ,a_{n}\in H^{*}(X,P)} takie, że:
{\displaystyle a_{0}\smile \dots \smile a_{n}\neq 0.} I stosujemy oznaczenie {\displaystyle cuplong_{P}X=n.}
Mamy przy tym twierdzenie:
Dla dowolnego pierścienia przemiennego z jedynką P zachodzi {\displaystyle catX\geqslant cuplong_{P}X.}
Stąd przykładowo natychmiast otrzymujemy oszacowanie z dołu kategorii {\displaystyle n}-wymiarowego torusa.

## Związki z wymiarem oraz iloczynem
Niektóre związki kategorii z wymiarem oraz iloczynem kartezjańskim można zawrzeć w następujących twierdzeniach:
Jeśli {\displaystyle X,Y} są łukowo spójne oraz takie, że {\displaystyle X\times Y} jest T_5 (tj. każda podprzestrzeń {\displaystyle X\times Y} jest normalna), to {\displaystyle catX\times Y\leqslant catX+catY.}
Jeśli {\displaystyle X} jest łukowo spójną, ośrodkową przestrzenią metryczną oraz {\displaystyle catX<\infty ,} to
{\displaystyle catX\leqslant \dim X.}
Analogiczne twierdzenie zachodzi jeśli X jest łukowo spójna oraz parazwarta.

## Zastosowania
Kategoria Lusternika-Sznirelmanna ma zastosowania w topologii algebraicznej, różniczkowej oraz w geometrii różniczkowej. Jest stosowana m.in. przy badaniu geodezyjnych zamkniętych. Jednak jej chyba najważniejszym zastosowaniem jest szacowanie z dołu ilości punktów krytycznych na gładkich i zwartych rozmaitościach. Mianowicie jeśli M jest gładką i zwartą rozmaitością, a {\displaystyle f:M\to \mathbb {R} } funkcją klasy {\displaystyle C^{1},} to
{\displaystyle {\overline {\overline {Critf}}}\geqslant catX+1,}
gdzie {\displaystyle Critf} oznacza zbiór punktów krytycznych funkcji {\displaystyle f.}

## Pewne modyfikacje

### Kategoria domknięta
Jak zostało wspomniane na początku kategoria Lusternika-Sznirelmanna została pierwotnie zdefiniowana przy pomocy zbiorów domkniętych, a nie otwartych. Jeżeli w definicji kategorii zbiory otwarte zamienimy na domknięte, to otrzymamy definicję kategorii domkniętej, którą oznaczamy {\displaystyle cat^{cl}.}
Podobnie jak w przypadku zwykłej kategorii także domknięta jest niezmiennkiem homotopijnym (dowód jest analogiczny).
Ponadto dla normalnych absolutnych retraktów otoczeniowych obie kategorie są równe. A więc i dla przestrzeni mających typ homotopii ANR-a (w szczególności dla CW-kompleksów).

### Kategoria geometryczna
W definicji kategorii o zbiorach otwartych zakładamy, że są one ściągalne w przestrzeni w której liczymy kategorię. Można się zastanawiać dlaczego by nie rozważać definicji, w której o zbiorach będziemy zakładać, że są ściągalne w sobie.Taką kategorię nazywamy geometryczną i oznaczamy {\displaystyle gcat.}
Jednak taka kategoria ma dużą wadę, mianowicie nie jest niezmennikiem homotopijnym. Jako przykład przyjmijmy {\displaystyle X=\mathbb {S} ^{2}\vee \mathbb {S} ^{1}\vee \mathbb {S} ^{1},} a za {\displaystyle Y} sferę {\displaystyle \mathbb {S} ^{2}} ze zidentyfikowanymi trzema różnymi punktami. Oczywiście obie przestrzenie są homotopijnie równoważne, lecz {\displaystyle gcatX=1,} podczas gdy {\displaystyle gcatY=2.}